# 明石市立大久保北中学校
明石市立大久保北中学校（あかししりつ おおくぼきたちゅうがっこう）は、兵庫県明石市大久保町にある公立中学校。

## 沿革
- 1987年（昭和62年）4月1日 - 明石市立大久保北中学校創立。

## 部活動

### 運動部
- 野球部
- 陸上競技部
- バレーボール部
- ソフトテニス部
- サッカー部
- 男子バスケットボール部
- 卓球部
- ハンドボール部
- 水泳部

### 文化部
- 吹奏楽部
- 科学部
- 英語部

## 校区
- 明石市立山手小学校
- 明石市立大久保小学校区の一部

## 著名な出身者
- 亟々知佳（女子ハンドボール選手、元広島メイプルレッズ）

## 通学区域が隣接している学校
- 明石市立魚住東中学校
- 明石市立江井島中学校
- 明石市立大久保中学校
- 明石市立野々池中学校
- 神戸市立平野中学校
- 神戸市立岩岡中学校
- 明石市立高丘中学校